# Győr hídjai
Győr hídjai a város három folyóján (Mosoni-Duna, Rába, Rábca) ívelnek át. Mennyiségük miatt nevezik Győrt a hidak városának is. (Zárójelben az átkelők építési dátuma.)

## Hidak a Rábán
- Rába kettős híd (1869, 1893, 1952): a Radó-szigeten keresztül a belvárosi Bécsi kapu teret köti össze az újvárosi Rát Mátyás térrel.[1]
- Petőfi híd (1932-1934, 1948): az újvárosi Petőfi teret köti össze a Belváros keleti részével. A Béke híd megépüléséig az 1-es főút Újváros felé tartó forgalma itt kelt át a Rábán.
- Ifjúság hídja (1912, 1963): gyaloghíd, a Radó-sziget északi csücskétől vezet Szigetbe, a Strandfürdő bejáratához.
- Béke híd (1971): 1-es főúton a város nyugati kapujaként a belvárosi Szent István út forgalmát vezeti át az Újváros déli részébe.
- Iparcsatorna híd (Építés: 1968. Felújítás és kibővítés: 2019.): az 1-es főút keleti kivezető szakaszának hídja a Mártírok útján[2]
- M1-es híd (1996): Az M1-es autópálya hídja, a Marcal-holtág fölött is átível
- Győri vasúti híd (1965 MÁV, 1984 GySEV): Hidak az 1-es és a 8-as vasútvonalak számára
- Gyalogos híd: a Petőfi híd mellett álló gyaloghíd

## Hidak a Mosoni-Dunán
- Vásárhelyi Pál híd (1969): Gyaloghíd, a budapesti Erzsébet híd építésekor megmaradt kábelanyag felhasználásával készült egypilonos függőhíd, Szigetet kötötte össze Révfaluval. 2010 októberében elbontották.
- Jedlik híd (2010): a Vásárhelyi Pál híd helyére épített, gyalogos és biciklisávokkal is rendelkező híd.[3]
- Kossuth híd (1899, 1926-1928, 1948-1950): a belvárosi Duna kapu térről a révfalusi Kálóczy térre vezet, szép kilátás nyílik a hídról a Rába és Mosoni-Duna találkozására. A híd másik neve: Révfalusi híd.
- Széchenyi híd (1979): a Belváros keleti pereméről vezet Révfaluba. Erre halad a Vámosszabadi határátkelő felé a Nagymegyeri úton a 14-es főút. A Kossuth (Révfalusi) hidat tehermentesíti. Irányonként két sávos.[4]
- Klatsmányi híd (2017-2018): a 813-as főút (Győr keleti elkerülő) hídja, Bácsát köti össze Győrszentivánnal,[5] valamint az M19-es gyorsforgalmi úttal (és ezáltal az M1-es autópályával is).

## Híd a Rábcán
- Pinnyédi híd (1908): A kis vashíd Szigetet köti össze Pinnyéddel.

A 20. század elején még Sziget és Újváros közt, a mai Híd utca elején állt a mai Bercsényi liget kezdeténél. 1908-ban – a Rábca elterelésekor a  - meder feltöltése okán – uszályokon szállították át bravúros megoldással a mai helyére. Leromlott állapota miatt mára csak a kerékpár- és gyalogosforgalom használhatja.
- Olimpia utcai híd: Szigetet köti össze Pinnyéddel.
- 1-es főút Rábca hídjai

Két híd, a régi hidat csak a kerékpáros forgalom használja, ami a főút szintje alatt halad.

## Képek

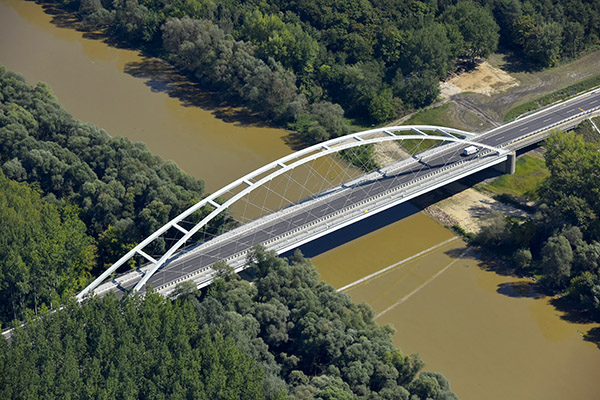
A Mosoni-Duna felett átívelő Klatsmányi híd légi felvételen
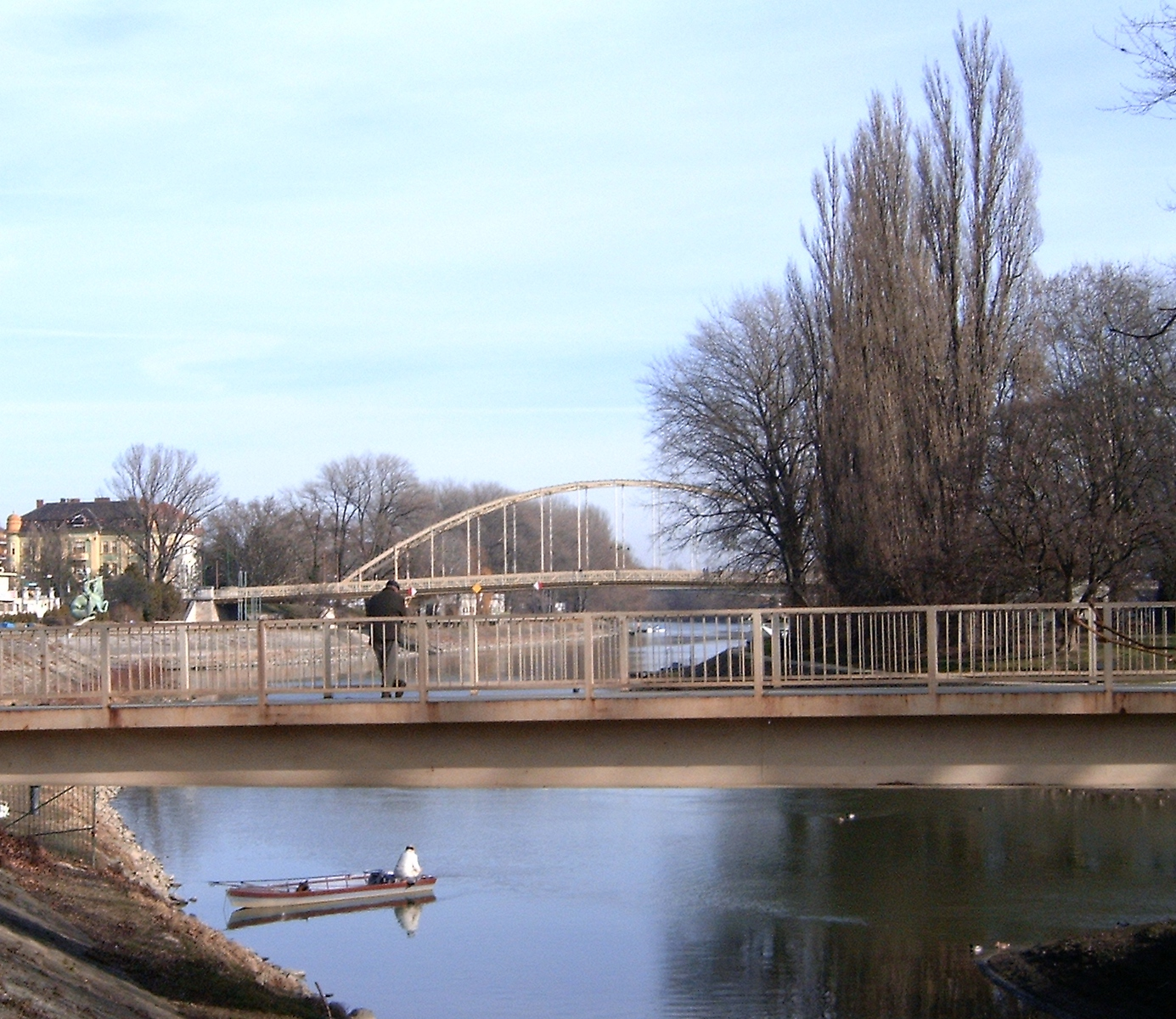
Az Ifjúság hídja és a Kossuth híd (más néven: Révfalusi híd)
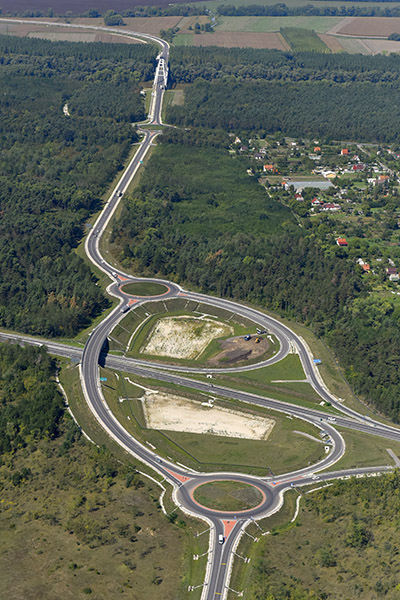
A Klatsmányi hídra (Mosoni-Duna híd) felvezető 813-as sz. főút és az M19-es gyorsforgalmi út csomópontja.A híd előtti körforgalom az 1-es sz. főút csomópontja (légi fotó)
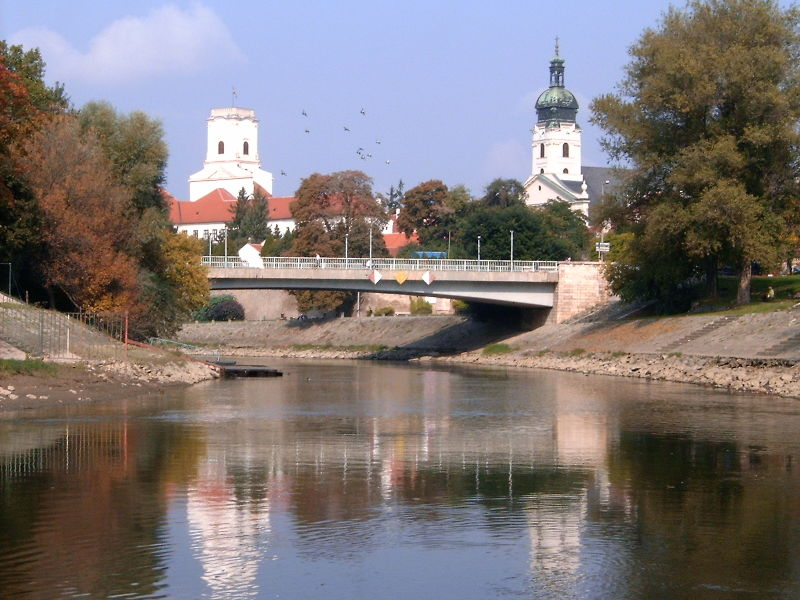
Rába kettős híd, háttérben a Püspökvárral és a győri Nagyboldogasszony-Székesegyházzal (Bazilikával)
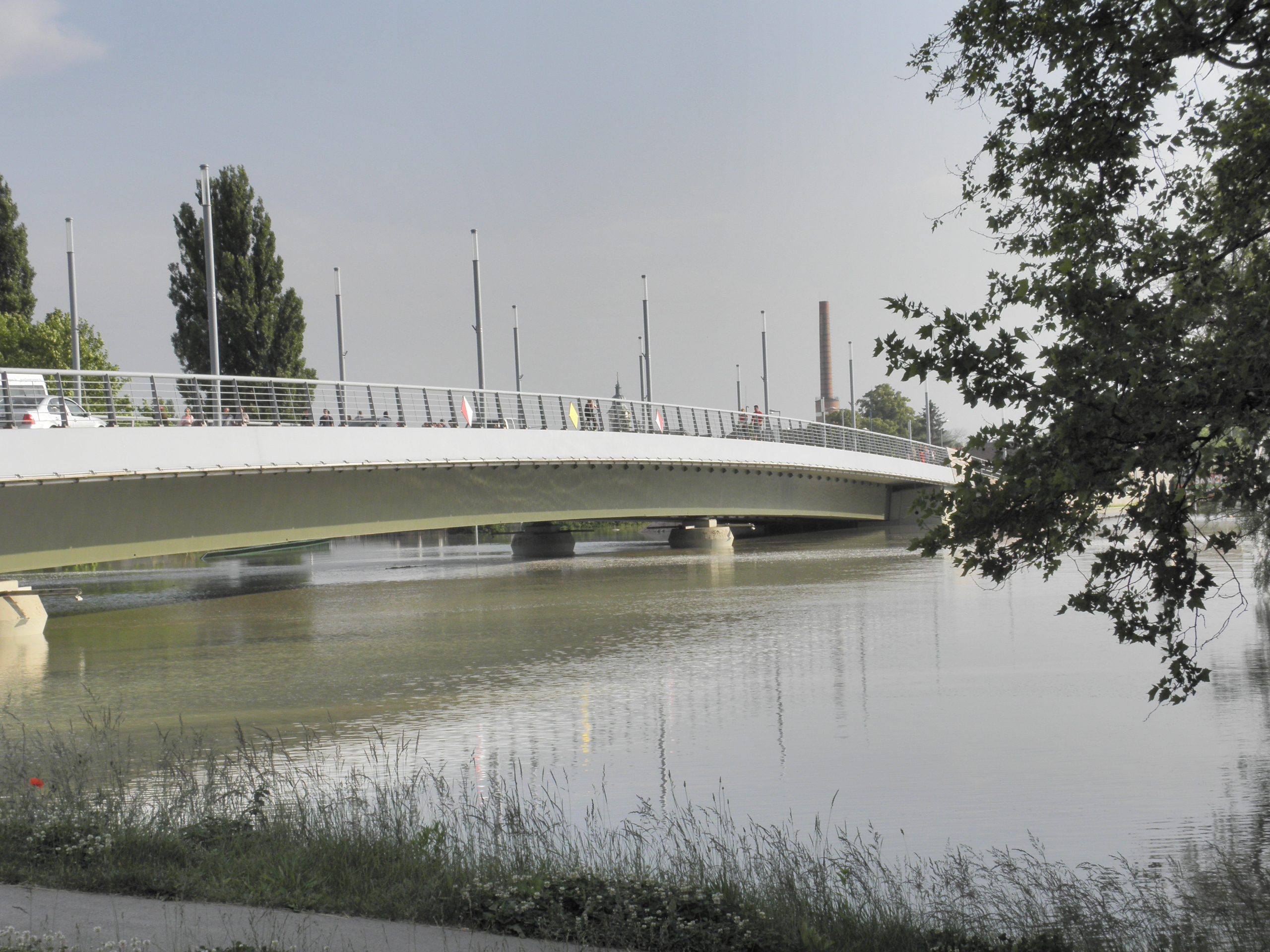
Jedlik-híd
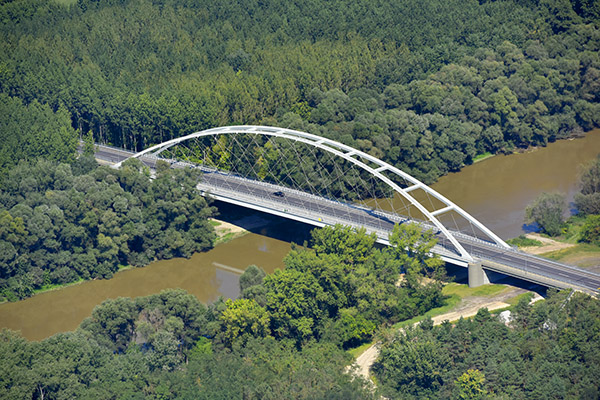
Klatsmányi híd ({813}-as főút) a magasból.